# Чемпіонат Європи з легкої атлетики 1990
Чемпіонат Європи з легкої атлетики 1990 був проведений 27 серпня-1 вересня в Спліті на стадіоні «Полюд».
На чемпіонаті французьким чоловічим квартетом був встановлений світовий рекорд в естафеті 4×100 метрів (37,79), а британською збірною — європейський рекорд в естафеті 4×400 метрів серед чоловіків (2.58,22).

## Призери

### Чоловіки
| Дисципліни                | Золото                                                                                                  | Золото        | Срібло                                                                                                | Срібло   | Бронза                                                                  | Бронза   |
| ------------------------- | --- | ------------- | --- | -------- | ----------------------------------------------------------------------- | -------- |
| 100 метрів                | Лінфорд Крісті Велика Британія                                                                          | 10,00w        | Данієль Сангума Франція                                                                               | 10,04w   | Джон Реджіс Велика Британія                                             | 10,07w   |
| 200 метрів                | Джон Реджіс Велика Британія                                                                             | 20,11 CR      | Жан-Шарль Труабаль Франція                                                                            | 20,31    | Лінфорд Крісті Велика Британія                                          | 20,33    |
| 400 метрів                | Роджер Блек Велика Британія                                                                             | 45,08         | Томас Шенлебе НДР                                                                                     | 45,13    | Єнс Карловіц НДР                                                        | 45,27    |
| 800 метрів                | Том Маккін Велика Британія                                                                              | 1.44,76       | Девід Шарп Велика Британія                                                                            | 1.45,59  | Пйотр Пекарський Польща                                                 | 1.45,76  |
| 1500 метрів               | Єнс-Петер Герольд НДР                                                                                   | 3.38,25       | Дженнаро ді Наполі Італія                                                                             | 3.38,60  | Маріу Сілва Португалія                                                  | 3.38,73  |
| 5000 метрів               | Сальваторе Антібо Італія                                                                                | 13.22,00      | Гарі Стейнс Велика Британія                                                                           | 13.22,45 | Славомир Маюсяк Польща                                                  | 13.22,92 |
| 10000 метрів              | Сальваторе Антібо Італія                                                                                | 27.41,27      | Аре Наккім Норвегія                                                                                   | 28.04,04 | Стефано Меї Італія                                                      | 28.04,46 |
| 110 метрів з бар'єрами    | Колін Джексон Велика Британія                                                                           | 13,18 CR      | Тоні Джарретт Велика Британія                                                                         | 13,21    | Дітмар Кошевські ФРН                                                    | 13,50    |
| 400 метрів з бар'єрами    | Крісс Акабусі Велика Британія                                                                           | 47,92         | Свен Нюландер Швеція                                                                                  | 48,43    | Ніклас Валленлінд Швеція                                                | 48,52    |
| 3000 метрів з перешкодами | Франческо Панетта Італія                                                                                | 8.12,66 CR    | Марк Роуленд Велика Британія                                                                          | 8.13,27  | Алессандро Ламбрускіні Італія                                           | 8.15,82  |
| 4×100 метрів              | Франція Макс Моріньєр Данієль Сангума Жан-Шарль Труабаль Брюно Марі-Роз                                 | 37,79 WR CR   | Велика Британія Даррен Брейтуейт Джон Реджіс Маркус Адам Лінфорд Крісті                               | 37,98    | Італія Маріо Лонго Енцо Мадонія Сандро Флоріс Стефано Тіллі             | 38,39    |
| 4×400 метрів              | Велика Британія Пол Сандерс Крісс Акабусі Джон Реджіс Роджер Блек Браян Віттл (забіг) Філ Браун (забіг) | 2.58,22 ER CR | ФРН Клаус Юст Едгар Ітт Карстен Кербрюк Норберт Добеляйт Ульріх Шлепюц (забіг) Йорг Вайхінгер (забіг) | 3.00,64  | НДР Ріко Лідер Карстен Юст Томас Шенлебе Єнс Карловіц Ян Ленцке (забіг) | 3.01,51  |
|                           | |               | |          |                                                                         |          |
| Марафон                   | Джеліндо Бордін Італія                                                                                  | 2:14.02       | Джанні Полі Італія                                                                                    | 2:14.55  | Домінік Шовельє Франція                                                 | 2:15.20  |
| Ходьба 20 кілометрів      | Павол Блажек Чехословаччина                                                                             | 1:22.05       | Данієль Пласа Іспанія                                                                                 | 1:22.22  | Тьєррі Тутен Франція                                                    | 1:23.22  |
| Ходьба 50 кілометрів      | Андрій Перлов СРСР                                                                                      | 3:54.36       | Бернд Гуммельт НДР                                                                                    | 3:56.33  | Гартвіґ Ґаудер НДР                                                      | 4:00.48  |
|                           | |               | |          |                                                                         |          |
| Стрибки у висоту          | Драгутін Топич Югославія                                                                                | 2,34 CR       | Олексій Ємелін СРСР                                                                                   | 2,34 CR  | Георгій Даков Болгарія                                                  | 2,34 CR  |
| Стрибки з жердиною        | Родіон Гатауллін СРСР                                                                                   | 5,85 CR       | Григорій Єгоров СРСР                                                                                  | 5,75     | Герман Ферінгер Австрія                                                 | 5,75     |
| Стрибки у довжину[a]      | Дітмар Гаф ФРН                                                                                          | 8,25          | Анхель Ернандес Іспанія                                                                               | 8,15     | Борут Білач Югославія                                                   | 8,09     |
| Потрійний стрибок         | Леонід Волошин СРСР                                                                                     | 17,74 CR      | Христо Марков Болгарія                                                                                | 17,43    | Ігор Лапшин СРСР                                                        | 17,34    |
| Штовхання ядра[b]         | Ульф Тіммерманн НДР                                                                                     | 21,31         | Олівер-Свен Будер НДР                                                                                 | 21,01    | Георг Андерсен Норвегія                                                 | 20,71    |
| Метання диска             | Юрген Шульт НДР                                                                                         | 64,58         | Ерік де Брейн Нідерланди                                                                              | 64,46    | Вольфганг Шмідт ФРН                                                     | 64,10    |
| Метання молота            | Ігор Астапкович СРСР                                                                                    | 84,14         | Гечек Тібор Угорщина                                                                                  | 80,14    | Ігор Нікулін СРСР                                                       | 80,02    |
| Метання списа             | Стівен Беклі Велика Британія                                                                            | 87,30 CR      | Віктор Зайцев СРСР                                                                                    | 83,30    | Патрік Боден Швеція                                                     | 82,66    |
|                           | |               | |          |                                                                         |          |
| Десятиборство             | Крістіан Плазья Франція                                                                                 | 8574 NR       | Сабо Деже Угорщина                                                                                    | 8436     | Крістіан Шенк НДР                                                       | 8433     |

a  Допінг-проба бронзового призера у стрибках у довжину серед чоловіків Борута Білача з Югославії дала позитивний результат на наявність заборонених речовин. Спортсмен був позбавлений нагороди та отримав дворічну дискваліфікацію. Однак через рік стало відомо, що при аналізі проби було припущено помилки, через яку і був зроблений неправильний висновок про вжиття допінгу. Після виявлення цього факту дискваліфікація Білача була скасована, а медаль повернута атлету.
b  Бронзовий призер у чоловічому штовханні ядра, В'ячеслав Лихо з СРСР, який відправив снаряд на 20,81 м, через місяць після завершення змагань був позбавлений нагороди та дискваліфікований на 3 місяці. Причиною стала позитивна допінг-проба, в якій були виявлені сліди метамфетаміну.

### Жінки
| Дисципліни             | Золото                                                              | Золото     | Срібло                                                                                        | Срібло   | Бронза                                                                                               | Бронза   |
| ---------------------- | ------------------------------------------------------------------- | ---------- | --------------------------------------------------------------------------------------------- | -------- | --- | -------- |
| 100 метрів             | Катрін Краббе НДР                                                   | 10,89 CR   | Зільке Гладіш НДР                                                                             | 11,10    | Керстін Берендт НДР                                                                                  | 11,17    |
| 200 метрів             | Катрін Краббе НДР                                                   | 21,95      | Хайке Дрехслер НДР                                                                            | 22,19    | Галина Мальчугіна СРСР                                                                               | 22,23    |
| 400 метрів             | Гріт Броєр НДР                                                      | 49,50      | Петра Шерзінг НДР                                                                             | 50,51    | Марі-Жозе Перек Франція                                                                              | 50,84    |
| 800 метрів             | Зігрун Водарс НДР                                                   | 1.55,87    | Крістіне Вахтель НДР                                                                          | 1.56,11  | Лілія Нурутдінова СРСР                                                                               | 1.57,39  |
| 1500 метрів            | Снежана Пайкич Югославія                                            | 4.08,12 NR | Еллен Кісслінг НДР                                                                            | 4.08,67  | Сандра Гассер Швейцарія                                                                              | 4.08,89  |
| 3000 метрів            | Івонн Маррей Велика Британія                                        | 8.43,06    | Олена Романова СРСР                                                                           | 8.43,68  | Роберта Брюне Італія                                                                                 | 8.46,19  |
| 10000 метрів           | Олена Романова СРСР                                                 | 31.46,83   | Катрін Ульріх НДР                                                                             | 31.47,70 | Аннетт Сержен Франція                                                                                | 31.51,68 |
| 100 метрів з бар'єрами | Монік Еванже-Епе Франція                                            | 12,79      | Глорія Зіберт НДР                                                                             | 12,91    | Лідія Юркова СРСР                                                                                    | 12,92    |
| 400 метрів з бар'єрами | Тетяна Ледовська СРСР                                               | 53,62      | Аніта Протті Швейцарія                                                                        | 54,36    | Моніка Вестен Швеція                                                                                 | 54,75    |
| 4×100 метрів           | НДР Зільке Гладіш Катрін Краббе Керстін Берендт Сабіна Гюнтер-Рігер | 41,68 CR   | ФРН Габріела Ліппе Ульріке Сарварі Андреа Томас Зільке Кнолль                                 | 43,02    | Велика Британія Стефані Дуглас Беверлі Кінч Сіммона Джейкобс Пола Томас                              | 43,32    |
| 4×400 метрів           | НДР Мануела Дерр Аннетт Гессельбарт Петра Шерзінг Гріт Броєр        | 3.21,02    | СРСР Олена Виноградова Людмила Джигалова Олена Рузіна Тетяна Ледовська Марина Шмоніна (забіг) | 3.23,34  | Велика Британія Саллі Ганнелл Дженніфер Стаут Патрісія Бекфорд Лінда Стейнс Енджела Піггфорд (забіг) | 3.24,78  |
|                        |                                                                     |            |                                                                                               |          | |          |
| Марафон                | Роза Мота Португалія                                                | 2:31.27    | Валентина Єгорова СРСР                                                                        | 2:31.32  | Марія Лелю-Ребело Франція                                                                            | 2:35.51  |
| Ходьба 10 кілометрів   | Аннаріта Сідоті Італія                                              | 44.00 CR   | Ольга Кардопольцева СРСР                                                                      | 44.06    | Ілеана Сальвадор Італія                                                                              | 44.38    |
|                        |                                                                     |            |                                                                                               |          | |          |
| Стрибки у висоту       | Гайке Генкель ФРН                                                   | 1,99       | Біляна Петрович Югославія                                                                     | 1,96     | Олена Єлесіна СРСР                                                                                   | 1,96     |
| Стрибки у довжину      | Хайке Дрехслер НДР                                                  | 7,30 CR    | Мар'єта Ілку Румунія                                                                          | 7,02     | Гельга Радтке НДР                                                                                    | 6,94     |
| Штовхання ядра         | Астрід Кумбернусс НДР                                               | 20,38      | Наталія Лісовська СРСР                                                                        | 20,06    | Катрін Наймке НДР                                                                                    | 19,96    |
| Метання диска          | Ільке Віллуда НДР                                                   | 68,46      | Ольга Бурова СРСР                                                                             | 66,72    | Мартіна Гелльман НДР                                                                                 | 66,66    |
| Метання списа          | Пяйві Алафрантті Фінляндія                                          | 67,68      | Карен Форкель НДР                                                                             | 67,56    | Петра Фельке НДР                                                                                     | 66,56    |
|                        |                                                                     |            |                                                                                               |          | |          |
| Семиборство            | Сабіне Браун ФРН                                                    | 6688       | Гайке Тішлер НДР                                                                              | 6572     | Пеггі Бер НДР                                                                                        | 6531     |

## Медальний залік
| Місце                | Країна               | Золото | Срібло | Бронза | Загалом |
| -------------------- | -------------------- | ------ | ------ | ------ | ------- |
| 1                    | НДР                  | 12     | 12     | 10     | 34      |
| 2                    | Велика Британія      | 9      | 5      | 4      | 18      |
| 3                    | СРСР                 | 6      | 9      | 6      | 21      |
| 4                    | Італія               | 5      | 2      | 5      | 12      |
| 5                    | Франція              | 3      | 2      | 5      | 10      |
| 6                    | ФРН                  | 3      | 2      | 2      | 7       |
| 7                    | Югославія            | 2      | 1      | 1      | 4       |
| 8                    | Португалія           | 1      | 0      | 1      | 2       |
| 9                    | Фінляндія            | 1      | 0      | 0      | 1       |
| 9                    | Чехословаччина       | 1      | 0      | 0      | 1       |
| 11                   | Іспанія              | 0      | 2      | 0      | 2       |
| 11                   | Угорщина             | 0      | 2      | 0      | 2       |
| 13                   | Швеція               | 0      | 1      | 3      | 4       |
| 14                   | Болгарія             | 0      | 1      | 1      | 2       |
| 14                   | Норвегія             | 0      | 1      | 1      | 2       |
| 14                   | Швейцарія            | 0      | 1      | 1      | 2       |
| 17                   | Нідерланди           | 0      | 1      | 0      | 1       |
| 17                   | Румунія              | 0      | 1      | 0      | 1       |
| 19                   | Польща               | 0      | 0      | 2      | 2       |
| 20                   | Австрія              | 0      | 0      | 1      | 1       |
| Загалом (20 збірних) | Загалом (20 збірних) | 43     | 43     | 43     | 129     |